# Stay (Zedd e Alessia Cara)
Stay è un singolo del produttore discografico tedesco Zedd, pubblicato il 24 febbraio 2017 dalla Interscope Records.

## Descrizione
Il brano, eseguito in collaborazione con la cantante canadese Alessia Cara, contiene un campionamento della traccia Poltergeist della cantante statunitense Banks.

## Tracce
1. Stay – 3:30 (Zedd, Linus Wiklund, Alessia Caracciolo, Anders Frøen, Sarah Aarons, Jonnali Mikaela Parmenius)

## Video musicale
Il 23 febbraio 2017, è stato postato il lyric video del brano sul canale YouTube di Zedd. Il video ufficiale, diretto da Tim Mattia, è stato pubblicato invece il 18 aprile dello stesso anno. Esso vede come protagonisti sia Zedd che Alessia, i quali si incontrano in un albergo.

## Curiosità
La canzone viene usata nel soundtrack del film Noi Siamo Tutto (Everything Everything in lingua originale), uscito nelle sale cinematografiche italiane nel settembre 2017.

## Classifiche

### Classifiche settimanali
| Classifica (2017) | Posizione massima |
| ----------------- | ----------------- |
| Australia         | 3                 |
| Austria           | 6                 |
| Belgio (Fiandre)  | 21                |
| Belgio (Vallonia) | 26                |
| Canada            | 9                 |
| Danimarca         | 12                |
| Finlandia         | 20                |
| Francia           | 115               |
| Germania          | 13                |
| Irlanda           | 3                 |
| Italia            | 21                |
| Norvegia          | 17                |
| Nuova Zelanda     | 9                 |
| Paesi Bassi       | 11                |
| Regno Unito       | 8                 |
| Spagna            | 40                |
| Stati Uniti       | 7                 |
| Svezia            | 9                 |
| Svizzera          | 16                |

### Classifiche di fine anno
| Classifica (2017) | Posizione |
| ----------------- | --------- |
| Brasile           | 97        |